# 종2위
종2위(일본어: 従二位 じゅにい[*])는 일본의 위계이다. 정2위의 아래이고 정3위의 위이다. 한국과 중국의 종2품과 상응한다.

## 개요
율령제 하에서 종이위는 주로 내대신이나 장인별당 정도에게 주어졌다. 유명한 케이스는 다이라노 기요모리의 정실부인 다이라노 도키코가 있다.
종2위는 공경의 위계로 고위직이며, 무사들 사이에서는 가마쿠라 시대에서 무로마치 시대에 걸쳐 호조 마사코 이후 정이대장군의 정실부인인 미다이도코로에게 주어진 적은 있었지만 장군의 가문에 주어진 적은 없었다. 무로마치 막부의 일문인 가마쿠라 구보도 종삼위이며, 무로마치 막부 관령의 직에 있는 자라 해도 위계는 삼위쯤에서 더 이상 승진되지 않았다. 그러다 센고쿠 시대 들어서 무사들을 제어하던 막부의 통제가 무너지고, 유력 다이묘가 조정에 직접 선을 대는 활동이 활발해지면서 오우치 요시타카가 무사로서 처음으로 종2위를 받았다. 이후 도요토미 히데요시가 관백이 되면서 종2위에 올라, 위계 이위 이상의 상승무사가 등장하게 되었다.
일본국 헌법 시행 후에는 참의원 의장, 중의원 의장을 지낸 이가 사망하면 대개 이 위계에 봉해진다.